# Сомен
Соме́н (фр. Somain) — коммуна во Франции, регион О-де-Франс, департамент Нор, кантон Сен-ле-Нобль. Расположена в 19 км к востоку от Дуэ и к западу от Валансьена. Через территорию города проходит автомагистраль А21 «Рокада Миньер». На юге коммуны находится железнодорожная станция Сомен линии Дуэ-Валансьен.
Население (2017) — 12 151 человек.

## История
Сомен впервые упоминается в хрониках в IX веке, где он указан в составе приданого дочери короля Людовика I Благочестивого Гизелы, когда она выходила замуж за графа Эбергарда Фриульского. В 867 году супруги основали аббатство Святого Каликста в Сизуэне, а Сомен перешел к их третьему сыну Адаларду с условием, что после его смерти он станет собственностью аббатства. Впоследствии Соменом последовательно владели аббатства Аншен, Маршьенн и снова Сизуэн. В 1219 году граф Бодуэн Фландрский передал Сомен шевалье Пьеру де Дуэ.
Новая история Сомена началась в 1839, когда угольная компания Анзен открыла здесь шахту Ренессанс. В 1843 году недалеко от неё была открыта шахта Сен-Луи, а в 1847 году — Фенелон. Ренессанс была закрыта в 1890 году, Сен-Луи и Фенелон — в 1925 году. В 1901 году добычу угля в районе Сомена расширила компания Аниш, открывшая здесь шахту Сессеваль, которую она разрабатывала до 1970 года. Масштабные объёмы добычи угля способствовали бурному росту населения и превращению Сомена в крупный центр угледобычи. После закрытия шахт в городе была открыта большая промышленная зона, в которой смогли найти работу бывшие шахтеры.

## Достопримечательности
- Аббатство Борепер
- Здание пивоварни Ладен Валле 1906 года
- Церковь Святого Михаила XVIII века
- Часовня Святой Варвары 1911 года, в числе 109 объектов угледобывающих районов Нор-Па-де-Кале включена в список Всемирного наследия ЮНЕСКО
- Здание мэрии
- Шато Виллер-Кампо XVIII века

## Экономика
Структура занятости населения:
- сельское хозяйство — 0,5 %
- промышленность — 16,6 %
- строительство — 5,2 %
- торговля, транспорт и сфера услуг — 37,0 %
- государственные и муниципальные службы — 40,7 %

Уровень безработицы (2017) — 22,4 % (Франция в целом — 13,4 %, департамент Нор — 17,6 %). 

Среднегодовой доход на 1 человека, евро (2017) — 17 270 (Франция в целом — 21 110, департамент Нор — 19 490).

## Демография
Динамика численности населения, чел.

## Администрация
Пост мэра Сомена с 2015 года занимает коммунист Жюльен Кенессон (Julien Quennesson). На муниципальных выборах 2020 года возглавляемый им левый список одержал победу во 2-м туре, получив 43,90 % голосов (из четырех списков).
| Период | Период | Фамилия           | Партия                                                              | Примечания                            |
| ------ | ------ | ----------------- | ------------------------------------------------------------------- | ------------------------------------- |
| 1964   | 1977   | Марк Демийи       | Французская секция Рабочего интернационала, Социалистическая партия |                                       |
| 1977   | 2015   | Жан-Клод Кенессон | Коммунистическая партия                                             | член Генерального совета департамента |
| 2015   |        | Жюльен Кенессон   | Коммунистическая партия                                             |                                       |

## Города-побратимы
- Кастель дель Монте, Италия

## Галерея

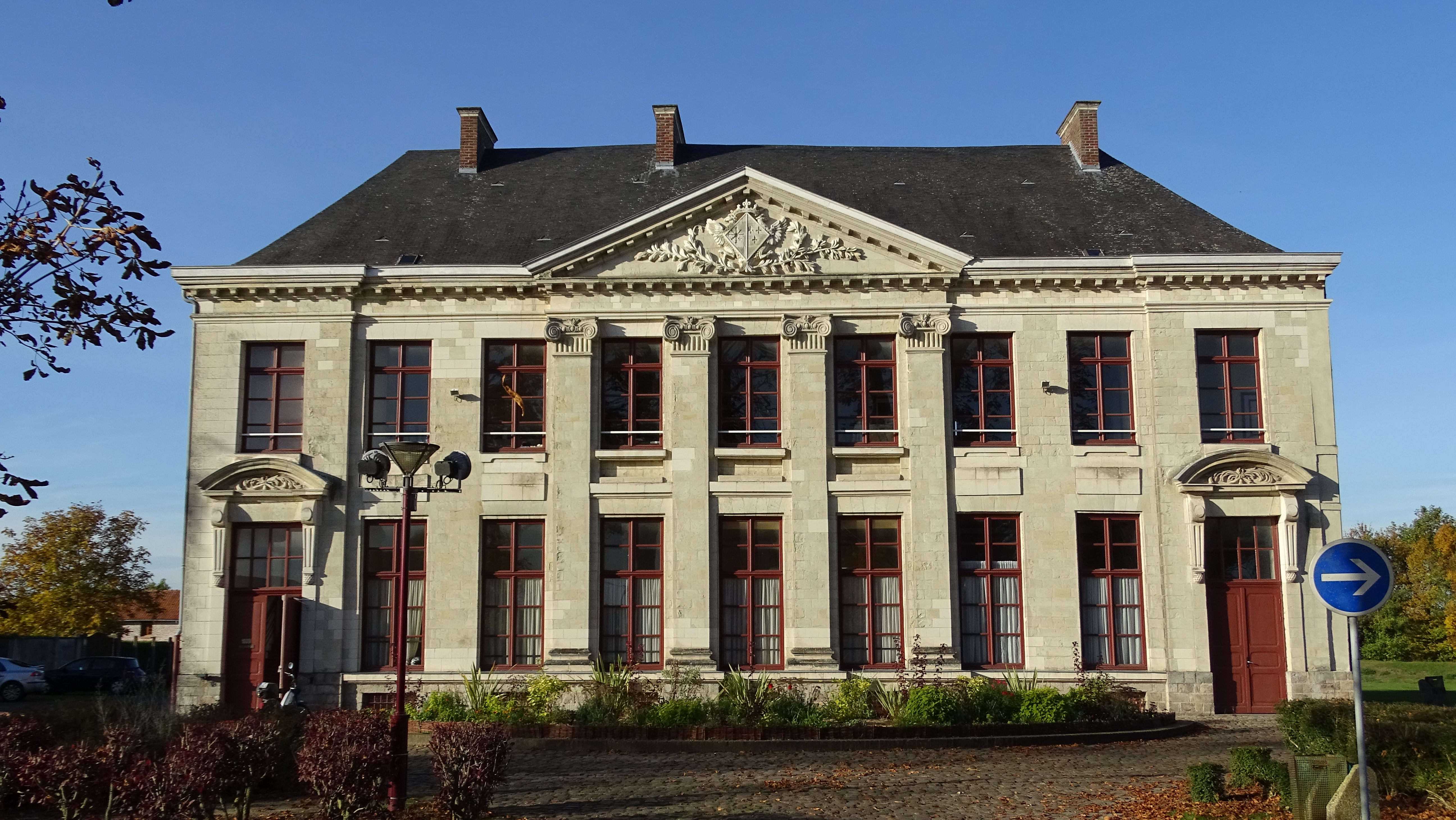
Аббатство Борепар
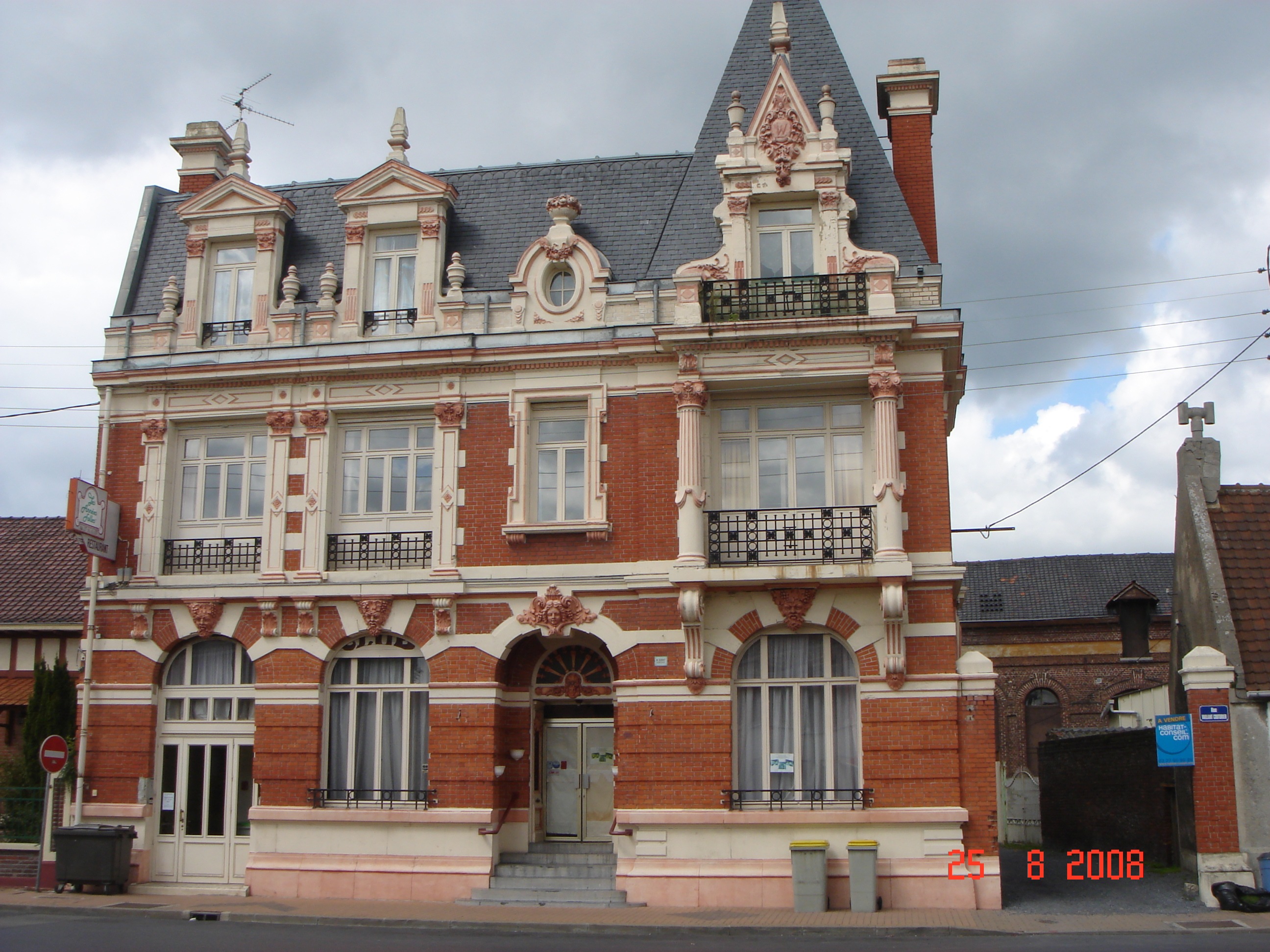
Пивоварня Ладен Валле
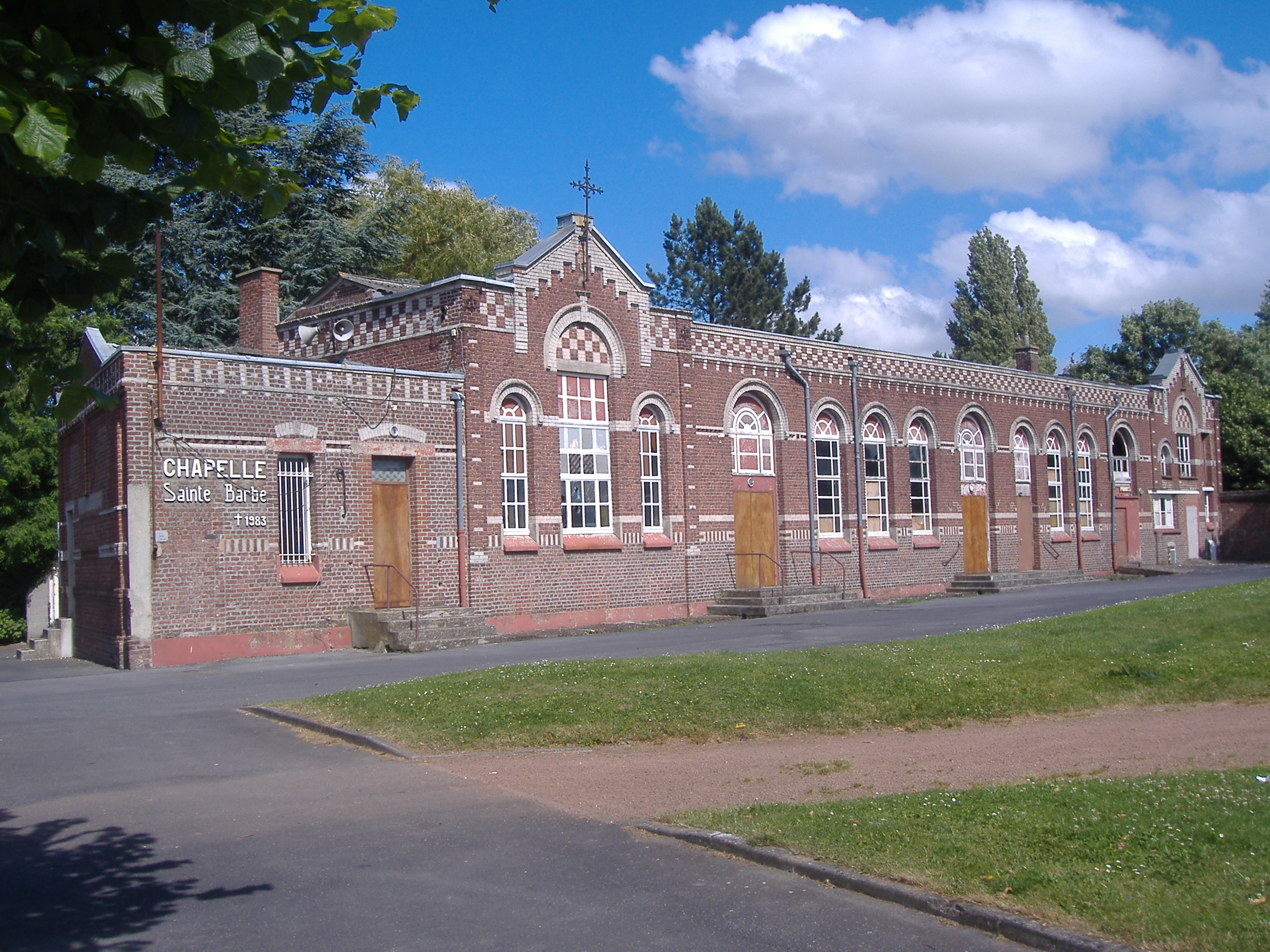
Часовня Святой Варвары
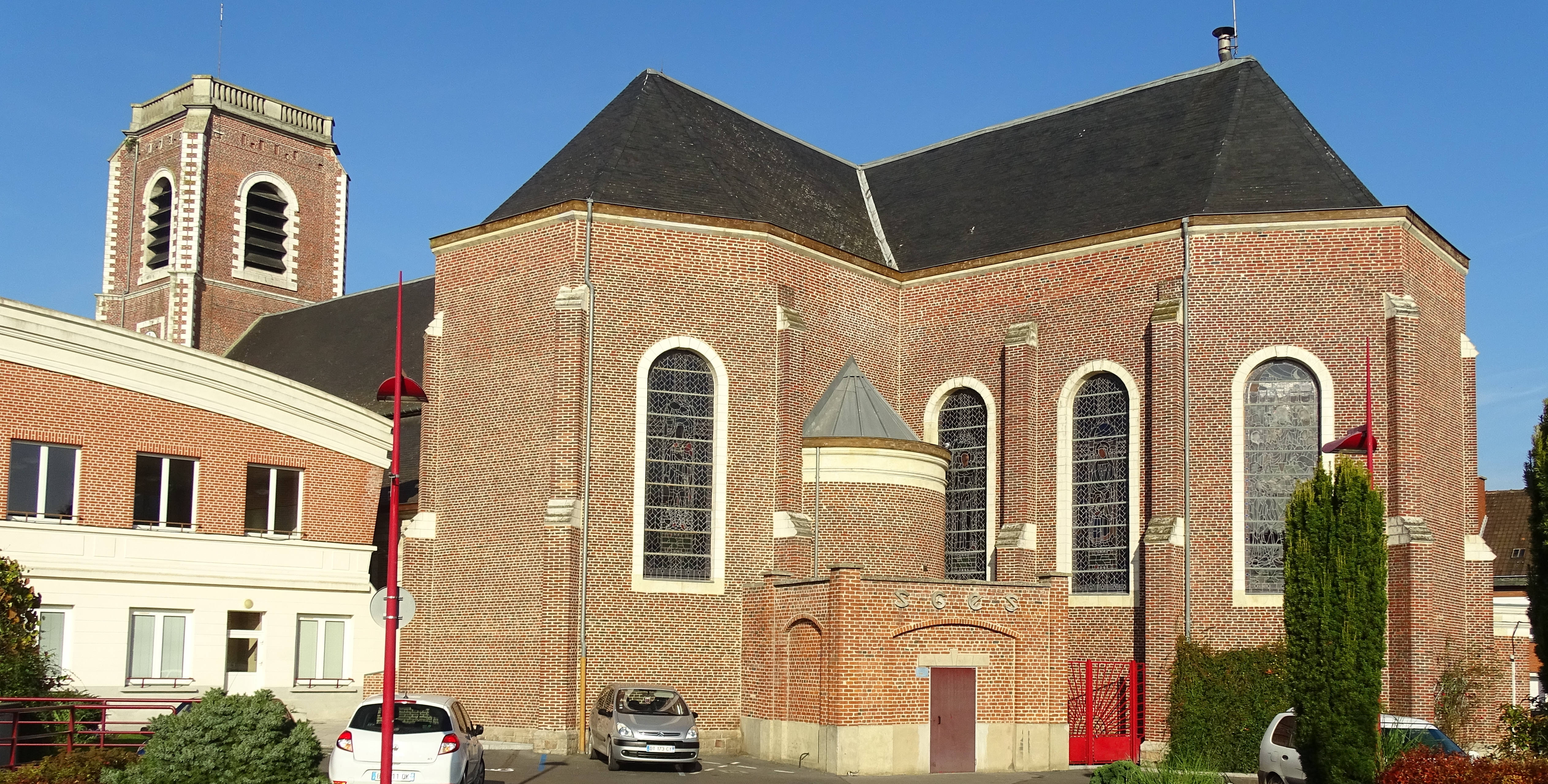
Церковь Святого Михаила